# Doug Stanhope
Douglas Gene "Doug" Stanhope (25 de marzo de 1967) es un comediante de stand-up, actor y escritor estadounidense.
Es considerado una de las figuras más controvertidas en la escena de la comedia stand-up norteamericano. Es famoso por sus apariciones en series como Louie y The Man Show, y sus tres álbumes de comedia en vivo en los que desafía los límites de la moral del ciudadano americano.

## Carrera profesional
Comenzó su carrera como comediante en 1990 en Las Vegas.
Desde entonces, ha aparecido en numerosos festivales de comedia como Montreal Just for Laughs, Aspen US Comedy Arts, Chicago Comedy Festival y el Edinburgh Festival Fringe Scotland.
Fue ganador de la San Francisco International Comedy Competition en 1995.
En cuanto a su trabajo en televisión, destaca su aparición en las dos últimas temporadas de The Man Show como copresentador junto al comediante Joe Rogan, y su rol como Eddie en un episodio de la serie Louie, dirigida y protagonizada por el comediante Louis C.K.

## Discografía
• The Great White Stanhope (1998)
• Sicko (1999)
• Something to Take the Edge Off (2000)
• ACID Bootleg (2001)
• Die Laughing (2002)
• Word of Mouth (2003)
• Deadbeat Hero (2004)
• Morbid Obscenity, The Unbookables (2006)
• No Refunds (2007)
• From Across the Street (2009)
• Oslo: Burning the Bridge to Nowhere (2011)
• Before Turning the Gun on Himself (2012)
• Beer Hall Putsch (2013)
• No Place Like Home (2016)